# No Sacrifice, No Victory
Albums de HammerFall
Threshold
(2006) Infected
(2011)
No Sacrifice, No Victory est le septième album du groupe Hammerfall sorti en 2009.

## Liste des chansons
1. Any Means Necessary - 3:35
2. Life Is Now - 4:42
3. Punish And Enslave - 3:57
4. Legion - 5:35
5. Between Two Worlds - 5:28
6. Hallowed Be My Name - 3:55
7. Something For The Ages - 5:04
8. No Sacrifice, No Victory - 3:33
9. Bring The Hammer Down - 3:42
10. One Of A Kind - 6:15
11. My Sharona - 3:58